# Solanum perlongistylum
Solanum perlongistylum är en potatisväxtart som beskrevs av G.J.Anderson, Martine, Prohens och Nuez. Solanum perlongistylum ingår i släktet skattor som ingår i familjen potatisväxter. Inga underarter finns listade i Catalogue of Life.